# Take a Look in the Mirror
Take a Look In the Mirror je šesté studiové album od americké nu metalové kapely Korn vydané 25. listopadu 2003. Je to poslední studiové album, na kterém se podíleli všichni zakládající členové Korn.

## Informace o CD
Touto deskou se skupina vrací zpátky ke kořenům. Hudba Take a Look In the Mirror je velmi podobná zvuku jejich dřívějších CD (více agresivní), ovšem obsahuje i prvky alternative metalu. Píseň Play Me byla nazpívána společně s raperem Nas, jedná se o první spolupráci s jiným interpretem od Follow The Leader. Navíc, Jonathan Davis opět hraje na dudy (Let's Do This Now), což bylo na předchozí desce vypuštěno. Výsledkem této snahy byly podobné prodeje, jako měla předchozí nahrávka (1x platinová ve Spojených státech)
Názory kritiků na Take a Look In the Mirror se liší. Někteří chválí kapelu za návrat k jejich starému nu metalu, ti druzí zase kritizují kapelu za ten samý čin, přičemž v tom vidí zbytečný krok vzad. Album je prozatím nejhůře umístěné CD od Korn v Billboard 200.
Album Take a Look In the Mirror obsahuje čtyři singly s názvem Did My Time, Right Now, Y'All Want a Single, Everything I've Known. Did My Time je jediný singl od skupiny, který dosáhl na Top 40 v Billboard Hot 100 a dokonce dostává nominaci na cenu Grammy za nejlepší metalové provedení (Best Metal Performance). Pouze dva songy (Did My Time a Y'All Want a Single) mají svá oficiální videa.

## Seznam skladeb
1. Right Now – 3:10
2. Break Some Off – 2:35
3. Counting on Me – 4:49
4. Here It Comes Again – 3:33
5. Deep Inside – 2:46
6. Did My Time – 4:04 Videoklip
7. Everything I've Known – 3:34
8. Play Me (Feat. Nas) – 3:21
9. Alive – 4:30
10. Let's Do This Now – 3:18
11. I'm Done – 3:23
12. Y'All Want a Single – 3:17 Videoklip
13. When Will This End – 14:24

- When Will This End končí v 3:39. V 9:52 začíná živá coververze písně One od kapely Metallica.

## Hitparády
Billboard 200, Severní Amerika

### Album
| Rok  | Hitparáda           | Umístění |
| ---- | ------------------- | -------- |
| 2003 | The Billboard 200   | 9        |
| 2003 | Top Internet Albums | 9        |

### Singly
| Rok  | Single                | Hitparáda              | Umístění |
| ---- | --------------------- | ---------------------- | -------- |
| 2003 | Did My Time           | Canadian Singles Chart | 9        |
| 2003 | Did My Time           | Mainstream Rock Tracks | 12       |
| 2003 | Did My Time           | Hot 100 Singles        | 38       |
| 2003 | Did My Time           | Modern Rock Tracks     | 17       |
| 2003 | Right Now             | Mainstream Rock Tracks | 11       |
| 2003 | Right Now             | Modern Rock Tracks     | 13       |
| 2004 | Y'All Want a Single   | Mainstream Rock Tracks | 23       |
| 2004 | Everything I've Known | Mainstream Rock Tracks | 30       |

## Obsazení
Korn
- Jonathan Davis – vokály, dudy
- Brian „Head" Welch – elektrická kytara
- J. „Munky" Shaffer – elektrická kytara
- Fieldy – basová kytara
- David Silveria – bicí